# معركة بعد 5 ثواني من اللقاء
معركة بعد 5 ثواني من اللقاء (باليابانية: 出会って5秒でバトル، بالروماجي: Deatte 5-byō de Batoru) سلسلة مانغا يابانية من كتابة «سايزو هاراواتا» ورسوم «كاشيوا مياكو»، بدأت بالصدور في أغسطس 2015 على تطبيق (مانغا ون) وموقع (أورا سنداي) التابعين لدار نشر شوغاكوكان، وحتى يوليو 2021 سيكون قد صدر لها 17 مجلد تانكوبون، المانغا هي إعادة إنتاج من مانغا-ويب بنفس الاسم ومن تأليف هاراواتا أيضاً، حصلت المانغا على مسلسل أنمي تلفزيوني من 12 حلقة عرض بين يوليو وسبتمبر 2021.

## القصة
تبدأ القصة مع شخصية «أكيرا شيروياناغي»، طالب مدرسة ثانوية يعشق ألعاب الفيديو فجأة أثناء سيره في الطريق يتعرض لهجوم من قبل مسخ غامض ثم يتبين أن تحت سيطرة فتاة تدعى «ميون»، يغمى عليه ويستيقظ في مكان غريب مع مجموعة من الأشخاص الذين تم جمعهم من أنحاء اليابان بطريقة مشابهة مكبلين بأطواق تفتح وتغلق بتحكم لاسلكي من مكان آخر، تظهر ميون أمامهم كانها مشرف على لعبة أفرادها هم الأشخاص الذين تم جمعهم تتضمن قتالات حتى الموت تبدأ بعد 5 ثواني من فتح الأطواق، وكل فرد من المشاركين يحصل على قدرة خارقة خاصة به تمكنه من مواجهة خصومه وعند إنهاء كل لعبة ينتقل المتسابقين إلى لعبة أخرى مختلفة بالقواعد، ينطلق أكيرا مستعملًا خبرته في الألعاب وذكاءه في التخطيط لينهي التحدي ويكشف الحقيقة خلف المنظمة التي تسيطر عليهم.

## الشخصيات
أكيرا شيروياناغي (白柳啓، Shiroyanagi Akira)
أداء صوتي: أيومو موراسي
طالب ثانوية بعمر 16 عام متفوق أكاديميًا، ومحب للألعاب، لا يمكن التنبؤ بسلوكه، حصل على قدرة تدعى «سفسطائي» تجعله يملك أي قدرة يعتقد خصمه أو شريكه أنها عنده، ميون تطلق عليه لقب «أميري».
يوري أماغاكي (天翔優利، Amagake Yūri)
أداء صوتي: أيمي [الإنجليزية]
فتاة ثانوية بعمر 17 عام، تكره كلمة «مصادفة» لأنها تعتد بأن أي شيء يحدث بالمصادفة يؤدي إلى حياة تعيسة، قدرتها تدعى «إله شيطان» تسمح لها بمضاعفة كل قدراتها البدنية 5 أضعاف.
ميون (魅音، Mion)
أداء صوتي: مايومي شينتاني [الإنجليزية]
فتاة قطة سادية، تستمتع برؤية الناس يقتلون بعضهم.
مادوكا كيريساكي (霧崎円، Kirisaki Madoka)
أداء صوتي: كازويا ناكاي
شخص جانح، يملك قدرة تحويل أي عصا إلى سيف يمكنه قطع أي شيء.
شين كوماغيري (熊切真، Kumagiri Shin)
أداء صوتي: يويتشي ناكامورا
مصارع ذو مبادئ عالية، يملك جسد قوي وقوة بدنية كبيرة، قدرته تمكنه أن يتحول إلى منيع ضد أي هجوم لمدة ثانيتين.
رين كاشي (香椎 鈴، Kashii Rin)
أداء صوتي: توا يوكيناري
امرأة لعوب وذات موهبة في الإحتيال، قدرتها تمكنها من صنع أدوات تعذيب من سوائل جسدها.
رينغو تاتارا (多々良りんご، Tatara Ringo)
أداء صوتي: ميوري شيمابوكورو
فتاة بمنظر طفولي تملك قدرة تدعى «إنتحال»، تسمح لها بنسخ قدرة أي شخص بعُشر قوتها الأصلية.
يان (ヤン، Yan)
أداء صوتي: أكاري كيتو
فتاة ترتدي زي صيني، تشارك ميون بالإشراف الألعاب، لكنها أكثر لباقة بالتعامل.

## إعلام

### مانغا
صدرت مانغا «معركة بعد 5 ثواني من اللقاء» لمؤلفها «سايزو هاراواتا» في البداية بشكل مانغا-ويب ثم أعاد المؤلف إنشائها برسوم «كاشيوا مياكو» وتم إطلاقها على (مانغا ون) وموقع (أورا سنداي) التابعين لدار نشر شوغاكوكان في 11 و18 أغسطس على التوالي عام 2015، دار النشر يجمع فصولها في مجلدات تانكوبون مطبوعة أولها نُشر في 26 فبراير 2016، وحتى يوليو 2021 سيكون صدر لها 17 مجلد مطبوع.

#### قائمة المجلدات
| م. | تاريخ الإصدار بالياباني | ردمك بالياباني         |
| -- | ----------------------- | ---------------------- |
| 01 | 26 فبراير 2016          | ISBN 978-4-09-127028-3 |
| 02 | 17 يونيو 2016           | ISBN 978-4-09-127308-6 |
| 03 | 19 أكتوبر 2016          | ISBN 978-4-09-127384-0 |
| 04 | 17 مارس 2017            | ISBN 978-4-09-127549-3 |
| 05 | 19 يوليو 2017           | ISBN 978-4-09-127656-8 |
| 06 | 12 ديسمبر 2017          | ISBN 978-4-09-128047-3 |
| 07 | 19 مارس 2018            | ISBN 978-4-09-128219-4 |
| 08 | 19 يوليو 2018           | ISBN 978-4-09-128426-6 |
| 09 | 19 أكتوبر 2018          | ISBN 978-4-09-128637-6 |
| 10 | 19 فبراير 2019          | ISBN 978-4-09-128754-0 |
| 11 | 12 يونيو 2019           | ISBN 978-4-09-129231-5 |
| 12 | 11 أكتوبر 2019          | ISBN 978-4-09-129416-6 |
| 13 | 19 فبراير 2020          | ISBN 978-4-09-129588-0 |
| 14 | 18 يونيو 2020           | ISBN 978-4-09-850112-0 |
| 15 | 19 نوفمبر 2020          | ISBN 978-4-09-850334-6 |
| 16 | 18 مارس 2021            | ISBN 978-4-09-850481-7 |
| 17 | 12 يوليو 2021           | ISBN 978-4-09-850620-0 |

### أنمي
في نوفمبر من عام 2020، أعلن عن إنتاج مسلسل أنمي تلفزيوني مبني على المانغا، سيكون الأنمي من تنفيذ كل من ستوديو سينيرجي-إس بي وفيغا للترفيه، وإخراج «نوبويوشي آراي» مع «ميغو نايتو» بصفة مخرج عام، كتابة وتركيب السلسلة من قبل «توكو ماتشيدا»، سيتولى ستوديو أي-كات إنتاج مشاهد الرسوم الحاسوبية، تصميم شخصيات الأنمي من قبل «توموكاتسو ناغاساكو» و«إكُو ياماموتو»، بدأ عرض الأنمي المتكون من 12 حلقة على محطتي طوكيو إم أكس وبي إس 11 في اليابان يوم 13 يوليو وإنتهى يوم 28 سبتمبر 2021.
إحتوى الأنمي على أغنية مقدمة بعنوان «لا إستمرار،» من أداء أكاري كيتو، وأغنية نهاية بعنوان "لعب حقيقي خاسر" (負けイベ実況プレイ، Makeibe Jikkyō Play) من أداء وحدة (15-ساي تو سيكو أوموري).

#### قائمة الحلقات
| ر. الإجمالي | العنوان          | العنوان الأصلي              | المخرج          | الكاتب                  | لوحة قصصية                | تاريخ العرض الأصلي |
| ----------- | ---------------- | --------------------------- | --------------- | ----------------------- | ------------------------- | ------------------ |
| 1           | «سفسطائي»        | 詭弁家 Kiben-ka             | كينتا كومادا    | توكو ماتشيدا            | نوبُيوشي أراي              | 13 يوليو 2021      |
| 2           | «إله شيطان»      | 鬼神 Kijin                  | يوكِيو تيراموتو  | توكو ماتشيدا            | يوكِيو تيراموتو            | 20 يوليو 2021      |
| 3           | «نصل حقيقي»      | 真剣師 Shinken-shi          | كين-إتشي نيشيدا | تشابو هيغوراشي          | كيوهي ياماموتو ميغو نايتو | 27 يوليو 2021      |
| 4           | «منتحل»          | 皮肉屋 Hiniku-ya            | كينتا نودا      | تشابو هيغوراشي          | كينتا نودا ميغو نايتو     | 3 أغسطس 2021       |
| 5           | «صياد»           | 狩人 Karyūdo                | يوكِيو تيراموتو  | توكو ماتشيدا            | يوكِيو تيراموتو            | 10 أغسطس 2021      |
| 6           | «وسيط»           | 調停人 Chōtei-nin           | دانزو كاتو      | توكو ماتشيدا            | تاكاشي إيدا ميغو نايتو    | 17 أغسطس 2021      |
| 7           | «مستبد»          | 暴君 Bōkun                  | يويتشي ساتو     | تشابو هيغوراشي          | ميغو نايتو                | 24 أغسطس 2021      |
| 8           | «حارس»           | 護衛官 Goei-kan             | يوشينوبو كاساي  | تشابو هيغوراشي          | ميغو نايتو                | 31 أغسطس 2021      |
| 9           | «عذراء حديدية»   | 鉄の処女 Tetsu no Shojo     | موتوكي ناكانيشي | توكو ماتشيدا ميغو نايتو | ميغو نايتو                | 7 سبتمبر 2021      |
| 10          | «يد الالماس»     | 金剛手 Kongōshu             | شِغيكي أواي      | توكو ماتشيدا ميغو نايتو | ميغو نايتو                | 14 سبتمبر 2021     |
| 11          | «ربوي»           | 高利貸し Kōrigashi          | ريوجي موتوياما  | توكو ماتشيدا ميغو نايتو | ميغو نايتو                | 21 سبتمبر 2021     |
| 12 (أخيرة)  | «القدرة الأخيرة» | 最後の能力 Saigo no Nōryoku | يويتشي ساتو     | توكو ماتشيدا ميغو نايتو | ميغو نايتو                | 28 سبتمبر 2021     |

## ردود أفعال
في نوفمبر 2020، وصلت المانغا إلى 2 مليون نسخة مطبوعة متداولة.

## هوامش
- أ: إنتاج الرسوم والأنيميشن الغير حاسوبية.
- ب: إنتاج الرسوم والأنيميشن الحاسوبية CG.

## طالع أيضًا
- فيفي: اغنية عين الفلوريت
- أعظم مغتال في العالم يتجسد كنبيل في عالم اخر
- نقطة تفرد غودزيلا
- جوران: أميرة الثلج والدم
- الأنمي في 2021

## روابط خارجية
- صفحة مانغا-الويب. (باليابانية)
- صفحة مانغا معركة بعد 5 ثواني من اللقاء على موقع أورا سنداي. (باليابانية)
- الصفحة الرسمية للأنمي. (باليابانية)
- معركة بعد 5 ثواني من اللقاء (مانجا) في شبكة أخبار الأنمي